# 5e corps mécanisé (2e formation)
Pour les articles homonymes, voir 5e corps d'armée.
Le 5e corps mécanisé est un corps mécanisé de l'Armée rouge pendant la Seconde Guerre mondiale. Il est formé en septembre 1942 à partir d'éléments du 22e corps de chars. Le corps combat pendant l'opération Petit Saturn, l'opération Gallop, la deuxième bataille de Smolensk, l'offensive Dniepr-Carpates et la deuxième offensive Jassy-Kichinev. En septembre 1944, il devient le 9e corps mécanisé de la Garde.

## Historique
Au début de la guerre existe un premier 5e corps mécanisé, formé en 1940 et dissous fin août 1941.
Le 5e corps mécanisé est formé à nouveau le 8 septembre 1942 sur la base du 22e corps de chars . Il est mis sur pied dans le district militaire de Moscou sous le commandement du lieutenant-division Mikhaïl Volkov. Le corps est principalement équipé de chars britanniques livrés selon le Lend-Lease et, au 31 octobre, se compose de 2 chars T-34, 78 chars d'infanterie Matilda II et 117 chars Valentine, pour un total de 197 chars. Le 1er novembre, le corps comprend les 45e, 49e et 50e brigades mécanisées et la 188e brigade blindée. À l'époque, il fait partie du front de Briansk. En décembre, il rejoint le front du Sud-Ouest. À partir du 6 décembre, le corps fait partie de la 5e armée de chars et compte 193 chars. 

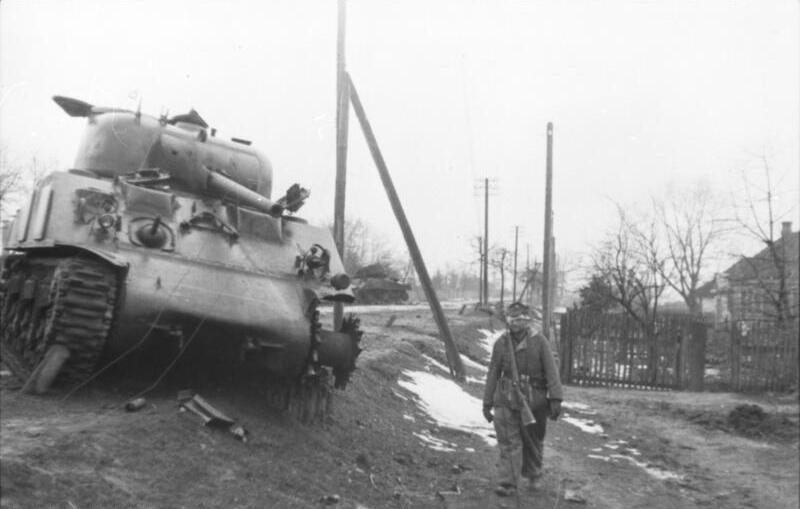
Un Sherman détruit, du type utilisé par le corps.

Le corps doit exploiter la percée de l'opération Petit Saturn.  Du 12 au 18 décembre, le corps et la 321e division de fusiliers (ru) traversent la rivière Chir contre une forte résistance de la 11e Panzerdivision et de la 336e division d'infanterie du 48e Panzerkorps. Le corps capture une tête de pont de 15 km de large et 5 km profondeur près de Dalnepodgorovsky, mais ne parvient pas à avancer plus loin.  Le 28 décembre, le corps attaque vers Tchernichkovski (ru) et fait reculer le groupe Stahel jusqu'à la périphérie de la ville, mais le corps est repoussé par les renforts allemands. Le 30 décembre, l'attaque soviétique est au point mort, marquant la fin de l'opération Little Saturn.  Presque immédiatement après, le corps est engagé dans le cadre de l'opération Gallop du 1er janvier au 10 février 1943. Après l'opération, il est retiré dans le district militaire de la Volga, constitué le 1er mars de la seule 45e brigade mécanisée. Le 31 mars, les 168e et 188e régiments de chars du corps sont regroupés dans la 233e brigade de chars,. Le 1er avril, la 49e brigade mécanisée est à nouveau subordonnée au corps après avoir été directement subordonnée au district militaire de la Volga en mars. La 49e brigade repasse dans la réserve de la Stavka en avril. Le 1er mai, le corps fait partie du district militaire de la steppe et est constitués des 2e, 9e et 45e brigades mécanisées tandis que la 233e brigade de chars rejoint également le corps. Le 1er juin, le corps passe dans la réserve de la Stavka. Au 1er août, il fait partie du front de l'Ouest.
Le corps combat lors de la deuxième bataille de Smolensk et lors de l'offensive Spas-Demensk visant à exploiter la percée soviétique du 13 août. Il est transféré de Kirov au secteur de percée de la 10e armée vers Vorontsovo et est rattaché à l'armée pour l'opération. Au moment où il attaque, la résistance des troupes allemandes s'est raidie et le corps s'enlise dans de violents combats dans la région de Tiagaevo (ru), sous des attaques aériennes qui détruisirent bon nombre de ses chars. Le corps avance de 5 à 10 km le 16 août, lorsqu'un raid aérien intensif lui cause des pertes importantes, et il est retiré vers la réserve du front.  Il est renvoyé au front pour l' offensive de Ielnia-Dorogobouj, et rejoint la 33e armée le 20 août. L'offensive commence le 28 août et le corps s'élance pour exploiter la percée, avançant de 6 à 10 km ce jour-là. L'offensive aboutit à la libération d'Ielnia. Le corps combat lors de la dernière étape de la bataille, l' offensive Smolensk-Roslavl.
Le 1er octobre, le corps fait partie du front de l'Ouest et, le 1er novembre, il est de retour dans la réserve de la Stavka. Au 1er janvier 1944, il fait partie du district militaire de Moscou. Le corps est rapatrié en Ukraine après avoir été réapprovisionnés et renforcés à Naro-Fominsk en décembre 1943. Entre le 1er et le 12 janvier 1944, le corps est envoyé par chemin de fer vers la région de Fastiv et Kaziatine. Après une marche de 60 km, le corps se regroupe 60 km au sud de Bila Tserkva. La 233e brigade blindée et la 45e brigade mécanisée sont envoyées au combat dès leur arrivée et perdent un certain nombre de chars. À cette époque, la plupart de leurs chars sont des chars moyens américains M4 Sherman.  Le 21 janvier, le corps fait partie de la nouvelle 6e armée de chars. 
Le corps combat lors de l'offensive Korsoun-Chevtchenkovski à partir du 26 janvier. Au début de l'offensive, le corps est presque au complet et dispose de 106 chars et de 46 canons automoteurs. Il doit percer au sud de Tinovka en collaboration avec le 104e corps de fusiliers, puis avancer vers Choubenniï Stav, qui doit être prise le 26 janvier en même temps que Zvenigorodka. La région de Chpola doit être atteinte le 27 janvier. Pour l'attaque, une brigade de chars et un régiment de canons automoteurs sont tenus dans la réserve de la 6e armée blindée. L'avancée du 5e corps mécanisé et du 104e corps de fusiliers s'enlise et fait peu de progrès pour capturer la première ligne allemande. Le 28 janvier, le corps, sans la 233e brigade blindée, est rattaché à la 40e armée et se déplace vers l'ouest en raison d'une contre-attaque allemande.  Il va de Malyï Vinograd à Stariï Jibotine pour repousser les contre-attaques allemandes prévues. Les contre-attaques allemandes ne se sont pas concrétisées et le corps obtient n « succès limité » (selon une étude ultérieure de l'état-major soviétique) avec ses propres attaques. Trois jours plus tard, le corps reçoit l'ordre de retourner à Malyï Vinograd. À la fin du 31 janvier, il occupe des positions dans la région de Vinograd.  Début février, le corps attaque depuis l'est vers Lisianka, Bosovka et Malyï Vinograd repoussant les troupes allemandes en train de contre-attaquer. Dans la soirée du 3 février, le corps occupe des positions entre Jabinka et Yablonovka.  10 jours plus tard, les troupes allemandes s'emparent de Malyï Vinograd, repoussant le corps et d'autres unités. Le front se stabilise et le corps est ramené, avec la 6e armée de chars, en deuxième échelon du front. 
En mars et avril 1944, le corps combattit lors de l'offensive Ouman-Botoșani. Un régiment de chars du corps atteint Mohyliv-Podilskyï le matin du 19 mars et à la fin de la journée, la ville avait été capturée. La nuit suivante, le Dniestr fut traversé et le 21 mars, le corps se trouvait sur la rive ouest du fleuve.  Le 4 août, le corps reçoit le titre honorifique « Dniestr » pour ses actions de traversée du fleuve et de capture de Bălți pendant l'offensive Ouman-Botoșani. En août et septembre, le corps a combattu lors de la deuxième offensive Jassy-Kichinev. Conformément à l'ordre de la Stavka numéro 0306, le 5e corps mécanisé est en 9e corps mécanisé de la Garde le 12 septembre pour ses actions. Le même jour, le corps reçoit le titre honorifique de « Rimnik » pour ses actions dans la capture de Rimnik.

## Commandant
Le corps est commandé du 2 novembre 1942 au 12 septembre 1944 par le major-général Mikhaïl Volkov, promu lieutenant général le 5 novembre 1943.

## Composition
Le corps comprend les unités suivantes :
- 45e brigade mécanisée
- 49e brigade mécanisée (jusqu'en avril 1943)
- 50e brigade mécanisée (jusqu'en février 1943)
- 2e brigade mécanisée (à partir d'avril 1943)
- 9e brigade mécanisée (à partir d'avril 1943)
- 233e brigade de chars (à partir d'avril 1943)
- 188e régiment de chars (octobre 1942 à mars 1943)
- 168e régiment de chars (novembre 1942 à mars 1943)
- 1827e régiment d'artillerie lourde automotrice (à partir de juillet 1943)
- 1700e régiment d'artillerie anti-aérienne (à partir de juin 1943)
- 64e bataillon de motocyclistes (à partir d'octobre 1942)
- 45e bataillon d'automitrailleuses (d'octobre 1942 à novembre 1943)
- 657e bataillon de communications (à partir du 27 juillet 1943)
- 39e bataillon de sapeurs (à partir du 30 octobre 1942)
- 81e bataillon de réparation et de récupération (à partir du 30 octobre 1942)
- 159e compagnie distincte de défense chimique (à partir du 27 juillet 1943)
- 6e compagnie distincte du génie et des mines (à partir du 30 octobre 1942)